# Orden de la Gloria Maternal
La Orden de la Gloria Maternal (en ruso: Орден «Материнская слава», romanizado: Orden "Materinskaya slava") fue un premio civil soviético creado el 8 de julio de 1944 por Iósif Stalin y establecido con una decisión del Presidium del Sóviet Supremo de la URSS. Su estado fue confirmado por la decisión soviética del 18 de agosto de 1944 y luego modificada por las decisiones del 16 de septiembre de 1947, 28 de mayo de 1973 y 28 de mayo de 1980. Fue otorgado en nombre del Presídium del Sóviet Supremo de la URSS a través de decretos de presidencias soviéticas locales.

## Clases
La orden se dividió en tres clases: primera, segunda y tercera clase. 
Fue conferida a: 
- Primera clase: madres que tienen y crían nueve hijos.
- Segunda clase: madres que tienen y crían ocho hijos.
- Tercera clase: madres que tienen y crían siete hijos.

La orden se confirió el primer cumpleaños del último hijo, siempre que los otros niños necesarios para alcanzar el número de calificación (natural o adoptado) permanecieran vivos. También se contaron los niños que habían muerto en circunstancias heroicas, militares u otras circunstancias respetuosas, incluidas las enfermedades profesionales. El premio fue creado simultáneamente con la Orden de la Madre Heroína (en ruso: Мать-героиня) y la Medalla de Maternidad (en ruso: Медаль материнства) y estaba situado entre ellos. El autor del proyecto de arte fue el pintor Goznaka.   

## Condecoraciones otorgadas
El primer decreto para otorgar el premio se emitió el 6 de diciembre de 1944, cuando se otorgó la orden de primera clase a 21 mujeres, la segunda a 26 y la tercera a 27. En total, la orden se otorgó en primera clase a 753.000 mujeres, 1.508.000 recibieron el premio de segunda clase y 2.786.000 recibieron el premio de tercera clase. En total se otorgaron 5.119.000 Órdenes de la Gloria Maternal.

## Diseño
Las medallas de primera clase eran totalmente plateadas en forma de huevo convexo. Eran de 36 mm (1.4 in) de alto y 29 mm (1.1 in) de ancho. En la parte superior de la medalla contenía una bandera roja de esmalte con la frase "Материнская слава" (Gloria Maternal) y el número romano que mostraba la clase de la orden. Debajo de la bandera, había un escudo de esmalte blanco con la inscripción CCCP (URSS). La parte superior del escudo estaba decorada con una estrella de cinco puntas y la parte inferior con el símbolo de la hoz y el martillo. En el lado izquierdo, había una figura de una madre con un hijo en brazos cubierto de rosas en su parte inferior. La parte inferior de la medalla contenía una bandera y letras doradas. En las medallas de segunda clase, el esmalte de la bandera era azul oscuro y no había partes doradas, mientras que en la tercera clase, el esmalte desapareció de la bandera, el escudo y la estrella. La parte posterior de las medallas era de esmalte blanco. Las medallas de primera clase se suspendieron a una sola franja azul claro, mientras que la segunda clase tenía dos franjas azules claras y la tercera clase tenía tres.